# Roland Rebers Todesrevue
Roland Rebers Todesrevue ist ein deutscher Spielfilm von Roland Reber und Mira Gittner aus dem Jahr 2019. Er basiert auf dem Theaterstück von Roland Reber aus dem Jahr 1984.

## Handlung
In verschiedenen Handlungssträngen kreuzen sich eine ruinierte Liebesbeziehung, ein um Sterbehilfe bettelnder alter Mann, eine Live-Show, in der die Kandidaten gnadenlos dem Publikum geopfert werden, eine Tänzerin, die trotz Selbstoptimierung dennoch dem Altern nicht entrinnen kann und der Mensch mit der Maske, der um jeden Preis berühmt werden will. Und zwischen all dem rollt ein Leichenfahrer seine „Kundschaft“ durch einen langen Gang und macht sich seine ganz eigenen ungetrübten Gedanken über Leben und Tod.

## Hintergrund
Der Film entstand wie schon 24/7 The Passion of Life (2005) bei der Filmproduktionsgesellschaft WTP International.